# Bolívar (Montevideo)
Bolívar ist ein Barrio von Montevideo.
Das montevideanische Stadtviertel Bolívar wurde 1889 durch Francisco Piria im Bereich zwischen den um die Jahrhundertwende als Camino Larrañaga und Camino Propios (heutiger Bulevar José Batlle y Ordóñez) bekannten, nahe der Avenida General Flores gelegenen Straßen gegründet. Die das Viertel kreuzenden Straßen waren seinerzeit als Venezuela, Bolivia, Perú, Nueva Granada und Ecuador bezeichnet. Es umfasst eine Grundfläche von etwa zehn bis zwölf Hektar. Das Barrio wurde Anfang des 20. Jahrhunderts als kosmopolitisch und mit bescheidener Architektur ausgestattet beschrieben. Es setzte sich in der Struktur der rund 400 Personen umfassenden Einwohner zu jener Zeit überwiegend aus der als Tagelöhner bezeichneten Arbeiterschaft zusammen. Es ist heutzutage Teil des Barrios Mercado Modelo y Bolívar.